# Anthrenus prudeki
Anthrenus prudeki is een keversoort uit de familie spektorren (Dermestidae). De wetenschappelijke naam van de soort werd in 2002 gepubliceerd door Háva.